# Heather Hamilton
Heather Hamilton (ur. 31 marca 1988) – kanadyjska lekkoatletka, skoczkini o tyczce.

## Osiągnięcia
| Rok  | Impreza                       | Miejsce | Lokata     | Wynik |
| ---- | ----------------------------- | ------- | ---------- | ----- |
| 2008 | Młodzieżowe mistrzostwa NACAC | Toluca  | 2. miejsce | 4,00  |
| 2013 | Igrzyska frankofońskie        | Nicea   | 3. miejsce | 4,10  |

Złota medalistka mistrzostw Kanady.

## Rekordy życiowe
- Skok o tyczce (stadion) – 4,40 (2013)
- Skok o tyczce (hala) – 4,31 (2013)